# 站前商圈 (新竹市)
站前商圈，為臺灣新竹市的市區核心、亦是新竹市的最熱鬧且地王的所在地，為現今新竹市主要的服務經濟、消費娛樂的主要地點。站前商圈以新竹火車站為出發點，至中正路到東門圓環，民族路延伸至迎曦飯店和親水公園，東門街辛志平校長故居之景點，林森路至護城河、大同路、世界街（中正路至信義街段）皆應屬新竹市站前商圈的大致範圍，一些小吃雲集的店家緊鄰北門街商圈。
2020年站前商圈（10%）在新竹商圈中的吸客量排在巨城商圈（55%）、竹北商圈（15%）、北門大街商圈（13%）之后居第四位，另外站前商圈的轉出率（67%）在新竹五大商圈中最高。

## 商圈設施
- 站前廣場
- 光南大批發（新竹店）
- 新竹客運（新竹總站、新竹北站）
- 辛志平校長故居
- 湯姆熊歡樂世界（新竹中興店）
- 麥當勞（新竹中正餐廳）
- 中正台
- 東門圓環
- 迎曦大飯店
- 墊腳石圖書文化廣場 （新竹店）
- POYA寶雅（新竹東門二店）
- 南門綜合醫院
- NET(新竹站前店）
- Studio A (新竹複合式門市）

### 結業公司
- 晶品城購物廣場（營業至2024年3月15日）[2]
- 國際影城（新竹文昌店，營業至2024年2月29日）[3]
- 金石堂（新竹站前店，營業至2023年8月6日）[4]
- 肯德基（站前店營業至2022年2月，2022年7月搬牽至中正路麥當勞隔壁重新開幕）[5]
- 太平洋SOGO百貨（新竹站前店，營業至2019年8月31日）[6]
- 遠傳無限城（竹塹館，2019年2月27日暫停服務）[7]
- 誠品書局（護城河店，2016年9月結業）[8]